# 康世明
康世明（1969年11月26日—），中華民國民主進步黨籍政治人物，康世儒為其胞兄。

## 簡歷
康世明出身自教育界，為苗栗縣私立君毅高級中學的老師，曾任該校的學務主任兼公關主任。
在其兄康世儒於2012年被判決當選無效後，康世明代兄參選竹南鎮鎮長成功當選。2018年，康世明在鎮長任期完結後，在君毅中學校長及董事會的認同下，希望他能繼續在學校服務，因此返回該校恢復教職身份，擔任該校的老師。
2023年獲民進黨「民主大聯盟」徵召參選苗栗縣第一選舉區立法委員，敗給時任無黨籍立委陳超明。

## 選舉紀錄
| 年度 | 選舉屆數               | 選舉區           | 所屬政黨   | 得票數 | 得票率 | 當選標記 | 備註 |
| ---- | ---------------------- | ---------------- | ---------- | ------ | ------ | -------- | ---- |
| 2013 | 第十六屆竹南鎮鎮長補選 | 苗栗縣竹南鎮     | 無黨籍     | 12,258 | 47.52% |          |      |
| 2014 | 第十七屆竹南鎮鎮長選舉 | 苗栗縣竹南鎮     | 無黨籍     | 28,454 | 68.02% |          |      |
| 2024 | 第十一屆立法委員選舉   | 苗栗縣第一選舉區 | 民主進步黨 | 60,358 | 43.15% |          |      |

## 外部連結
- 康世明的Facebook專頁
- 康世明粉絲團的Facebook專頁